# Будаково (Любимский район)
Будаково — деревня в Любимском районе Ярославской области России.
С точки зрения административно-территориального устройства входит в состав Воскресенского сельского округа. С точки зрения муниципального устройства входит в состав Воскресенского сельского поселения.

## География
Находится в пределах центральной части Московской синеклизы Восточно-Европейской (Русской) платформы, на правом берегу реки Соть.

### Климат
Климат характеризуется как умеренно-континентального климата с умеренно-теплым влажным летом, умеренно-холодной зимой и ярко выраженными сезонами весны и осени. Среднегодовая температура — +3,2°С. Средняя температура самого тёплого месяца (июля) — +18,2°С; самого холодного месяца (января) — −11,7°С. Абсолютный максимум температуры — +34°С; абсолютный минимум температуры — −35°С.

## Инфраструктура
Через реку Соть в деревне имеются два моста - пешеходный и выше по течению автомобильный. В период половодья оба моста недоступны.

## Население
| 2007 | 2010 |
| ---- | ---- |
| 8    | ↗11  |

На 01.01.1989 население составило 20 чел., на 01.01.2010 — 10.

## Транспорт
Начиная с 17 века через деревню проходил Любимский почтовый тракт соединявший города Данилов и Любим. По берегам реки Соть, со стороны Будаково и соседней деревни Дмитриково, расположенной на левом берегу, сохранились земляные насыпи шириной около 20 метров. Мост был построен в 1860е годы и просуществовал до 1930-х годов; в настоящее время сохранились остовы деревянных опор моста возвышающиеся над водой на высоту около метра.